# فرانز غروبر (متزحلق جبال الألب)
فرانز غروبر (بالألمانية: Franz Gruber)‏ هو متزحلق جبال الألب نمساوي، ولد في 8 نوفمبر 1959 في Molln ‏ في النمسا.

## وصلات خارجية
- فرانز غروبر على موقع الاتحاد الدولي للتزلج (التزلج على المنحدرات الثلجية) (الإنجليزية)
- فرانز غروبر على موقع أوليمبيديا (الإنجليزية)